# Brachypnoea tristis
Brachypnoea tristis är en skalbaggsart som först beskrevs av Olivier 1808.  Brachypnoea tristis ingår i släktet Brachypnoea och familjen bladbaggar. Inga underarter finns listade i Catalogue of Life.